# La Guaira
La Guaira è il principale porto del Venezuela. La cittadina di circa 40 000 abitanti è il capoluogo dello stato Vargas e si trova a una ventina di km dalla capitale Caracas, di cui è il porto. Fondata nel 1589 conservava, fino al 1999, numerosi edifici coloniali, oggi in massima parte scomparsi o in rovina (solo la Casa Guipuzcoana si presenta al visitatore in discreto stato di manutenzione).
In quell'anno la città, insieme ad altri centri costieri limitrofi, fu colpita da una disastrosa alluvione che provocò smottamenti e frane di grandi dimensioni, le quali causarono la morte di migliaia di cittadini oltre alla perdita della quasi totalità del proprio patrimonio monumentale e architettonico.
La Guaira è il principale porto del Venezuela per commercio di container.